# Таврия (Липецкая область)
Таврия — упразднённая деревня в Краснинском районе Липецкой области России. На момент упразднения входила в состав Яблоновского сельсовета. Исключена из учётных данных в 2001 г.

## География
Деревня находилась в северо-западной части Липецкой области, в лесостепной зоне, на правом берегу реки Дон, напротив села Докторово Лебедянского района, на расстоянии примерно 16 километра (по прямой) к юго-востоку от села Красного, административного центра района.

### Климат
Климат характеризуются как умеренно континентальный, с умеренно холодной продолжительной зимой и тёплым летом. Средняя температура воздуха самого холодного месяца (января) — −9,5 °C; самого тёплого месяца (июля) — 19 °C. Вегетационный период длится в среднем 180 дней. Среднегодовое количество атмосферных осадков варьирует в пределах от 500 до 531 мм, из которых около 70 % выпадает в тёплый период в виде дождя.

## История
Деревня упразднена постановлением главы администрации Липецкой области от 09 июля 2001 года № 110.